# Ahm vin
 For alternative betydninger, se Ahm (flertydig). (Se også artikler, som begynder med Ahm)
Ahm (tysk: Ohm), et dansk, nu forældet mål for vin (= 154,4 l). 1 ahm = 4 ankere; holdt i praksis ofte cirka 160 potter. Ahm er også et ældre mål i andre lande. 